# Yuri Confortola
Yuri Confortola (* 24. April 1986 in Tirano) ist ein ehemaliger italienischer Shorttracker.

## Sportliche Karriere
Confortolas erster internationaler Start fand im Januar 2002 bei der Juniorenweltmeisterschaft in Chuncheon statt, wo er allerdings in jedem Rennen schon spätestens im Viertelfinale ausschied. Auch ein Jahr später verpasste er in jedem Wettkampf den Finaleinzug, stieß aber immerhin zweimal ins Halbfinale vor. Erst im Jahr 2004 gelang ihm der Sprung in den letzten Durchgang über 1000 Meter, wo er sofort auch eine Bronzemedaille gewann. Damit qualifizierte er sich für das Super-Finale der besten acht Athleten, hier belegte er allerdings nur Platz 7. Mit der Staffel gewann er dagegen die Silbermedaille.
Im Oktober 2004 wurde Confortola erstmals für den Shorttrack-Weltcup nominiert, in seinen beiden Auftritten in der Saison 2004/05 gelang ihm aber nicht ein Finaleinzug, auch nicht mit der Staffel. Bei der Junioren-WM 2005 in Belgrad blieb er erneut erfolglos. Mit der Staffel schied er bei der Weltmeisterschaft 2005 schon in den Vorläufen aus. Die Auftritte im Weltcup 2005/06 verliefen ebenfalls wenig erfolgreich und ohne Finalteilnahme, sodass Confortola nicht an den letzten drei Weltcupstationen der Saison an den Start ging. Dafür nahm er an den Großereignissen des Jahres 2006 teil, mit unterschiedlichem Erfolg; während er bei der Europameisterschaft mit der Staffel siegte und auch bei der Team-WM ordentliche Ergebnisse einfuhr, scheiterte die italienische Staffel bei der Weltmeisterschaft schon im Vorlauf. Außerdem nahm Confortola, wieder mit der Staffel, an den Olympischen Spielen 2006 in Turin teil, bei denen er als Vierter nur knapp an einer Medaille vorbeifuhr.
Im Shorttrack-Weltcup 2006/07 schnitt Confortola ebenfalls gut ab, als bestes Resultat blieb ein zweiter Rang über 1000 Meter stehen. Bei jenem Rennen nahmen allerdings viele Top-Athleten nicht teil. Insgesamt gelang ihm in einem System, bei dem es sich punktemäßig lohnte, bei vielen Weltcups an den Start zu gehen, ein fünfter Rang im 1500-Meter-Weltcup, da er über diese Distanz alle Rennen bestritt. Auch bei den Großereignissen hatte er Erfolg, unter anderem gewann er die Bronzemedaille im Overall-Wettbewerb bei der Europameisterschaft 2007 und erreichte einen fünften Rang über 1000 Meter bei der Weltmeisterschaft des gleichen Jahres. Der Weltcup 2007/08 endete ebenfalls mit einigen guten Resultaten Confortolas, besonders über 1500 Meter. Hier stand ein dritter Rang in Turin als sein bestes Ergebnis zu Buche, dazu kamen weitere podiumsnahe Platzierungen. Bei der Europameisterschaft 2008 verpasste er eine weitere Einzel-Medaille, triumphierte dafür aber mit dem Team. Die Weltmeisterschaft beendete Confortola dagegen gänzlich ohne Finalteilnahme.
Der Shorttrack-Weltcup 2008/09 begann mit weiteren Top-10-Platzierungen bei den ersten beiden Weltcupstationen.

## Persönliche Bestzeiten
- 500 m 40,869 s (aufgestellt am 20. Februar 2018 in Gangneung)
- 1000 m 1:24,383 min (aufgestellt am 17. Februar 2018 in Gangneung)
- 1500 m 2:11,057 min (aufgestellt am 20. Oktober 2012 in Calgary)
- 3000 m 4:47,972 min (aufgestellt am 19. Januar 2014 in Dresden)

## Weltcupsiege

### Weltcupsiege im Einzel
| Nr. | Datum            | Ort    | Disziplin |
| --- | ---------------- | ------ | --------- |
| 1.  | 30. Oktober 2021 | Nagoya | 1500 m    |

### Weltcupsiege im Team
| Nr. | Datum           | Ort          |
| --- | --------------- | ------------ |
| 1.  | 4. Februar 2007 | Heerenveen 1 |